# لورنس كورتيس
لورنس كورتيس (بالإنجليزية: Laurence Curtis)‏ هو لاعب كرة مضرب ومحامي وسياسي أمريكي، ولد في 3 سبتمبر 1893 في بوسطن في الولايات المتحدة، وتوفي بنفس المكان في 11 يوليو 1989. نشط حزبياً في الحزب الجمهوري. وقد انتخب أمين صندوق الدولة ‏ وانتخب عضو مجلس نواب ماساتشوستس وانتخب عضو مجلس النواب الأمريكي.